# Istana Negara (Malaysia)
Der Istana Negara („Nationalpalast“), auch Istana Negara Jalan Istana, in Kuala Lumpur war von 1957 bis 2011 die offizielle Residenz des Yang di-Pertuan Agong (Königs) von Malaysia. Sei 2013 beherbergt er das Königliche Museum und ist als Alter Königspalast (am Palastweg, Jalan Istana) bekannt. 
Das Gebäude wurde 1928 als Residenz des Millionärs Chan Wing errichtet. Zwischen 1942 und 1945 wurde es von den japanischen Besatzungstruppen genutzt. Nach dem Rückzug der Japaner erwarb der Staat Selangor den Palast und machte ihn zur Residenz seines Sultans. Im Jahr der Unabhängigkeit Malaysias 1957 ging er in den Besitz der Bundesregierung über und wurde zum Nationalpalast für den jeweiligen Wahlkönig Yang di-Pertuan Agong.
2011 wurde an der Duta-Straße ein neuer Staatspalast errichtet: Istana Negara Jalan Duta.